# 文赛斯劳·莫格尔
文赛斯劳·莫格尔·埃雷拉（西班牙語：Wenceslao Moguel Herrera，1896年11月1日—1976年7月29日 ）外号被枪击者（西班牙語：El Fusilado），曾在墨西哥革命期间，跟随潘乔·比利亚参加革命，他于1915年3月18日被俘，莫格尔在被俘后未经审判便被判处死刑，並一度遭到行刑队枪决，身中8-9枪。行刑者最后还在近距离对他的头部开了一枪，以确保其彻底死亡。不過他仍然僥倖活了下來。不過身上留下了永久伤痕且毁容。